# 6. huzarski polk (Avstro-Ogrska)
Za druge 6. polke glejte 6. polk.
6. huzarski polk (izvirno nemško Husaren Regiment »Wilhelm II. König von Württemberg« Nr. 6; dobesedno slovensko: Huzarski polk »Viljem II. kralj Württemberga« Nr. 6) je bil konjeniški polk k.u.k. Heera.

## Zgodovina
Polk je bil ustanovljen leta 1734. 

### Prva svetovna vojna
Polkovna narodnostna sestava leta 1914 je bila sledeča: 90 % Madžarov in 10% drugih.
Polkovne enote so bile garnizirane v Celovcu (štab in II. divizion) in v Beljaku (I. divizion).

## Poveljniki polka
- 1859: Joseph Taxis de Bordogna et Valnigra[5]
- 1865: Joseph Taxis de Bordogna et Valnigra[6]
- 1879: Alphons von Kodolitsch[7]
- 1908: Attila Máriassy de Markus et Batizfalva[8]
- 1914: Alois Dichtl[9]